# جيمستاون (نيويورك)
جاميستاون (بالإنجليزية: Jamestown)‏ هي مدينةفي ولاية نيويورك الأمريكية. يبلغ عدد سكانها حسب تعداد سنة 2000: 31,984 نسمة. ويبلغ عددهم حسب تقدير 2007 حوالي:29,557 نسمة.

## المناخ
يظهر الجدول التالي التغييرات المناخية على مدار السنة لجيمستاون:
| البيانات المناخية لـجيمستاون        | البيانات المناخية لـجيمستاون | البيانات المناخية لـجيمستاون | البيانات المناخية لـجيمستاون | البيانات المناخية لـجيمستاون | البيانات المناخية لـجيمستاون | البيانات المناخية لـجيمستاون | البيانات المناخية لـجيمستاون | البيانات المناخية لـجيمستاون | البيانات المناخية لـجيمستاون | البيانات المناخية لـجيمستاون | البيانات المناخية لـجيمستاون | البيانات المناخية لـجيمستاون | البيانات المناخية لـجيمستاون |
| الشهر                               | يناير                        | فبراير                       | مارس                         | أبريل                        | مايو                         | يونيو                        | يوليو                        | أغسطس                        | سبتمبر                       | أكتوبر                       | نوفمبر                       | ديسمبر                       | المعدل السنوي                |
| ----------------------------------- | ---------------------------- | ---------------------------- | ---------------------------- | ---------------------------- | ---------------------------- | ---------------------------- | ---------------------------- | ---------------------------- | ---------------------------- | ---------------------------- | ---------------------------- | ---------------------------- | ---------------------------- |
| الدرجة القصوى °ف (°م)               | 72 (22)                      | 73 (23)                      | 82 (28)                      | 92 (33)                      | 93 (34)                      | 103 (39)                     | 100 (38)                     | 99 (37)                      | 98 (37)                      | 88 (31)                      | 80 (27)                      | 73 (23)                      | 103 (39)                     |
| متوسط درجة الحرارة الكبرى °ف (°م)   | 31.9 (−0.1)                  | 34.8 (1.6)                   | 43.7 (6.5)                   | 56.9 (13.8)                  | 67.8 (19.9)                  | 76.3 (24.6)                  | 80.0 (26.7)                  | 79.0 (26.1)                  | 71.8 (22.1)                  | 59.7 (15.4)                  | 47.9 (8.8)                   | 35.8 (2.1)                   | 57.2 (14.0)                  |
| متوسط درجة الحرارة الصغرى °ف (°م)   | 14.5 (−9.7)                  | 14.9 (−9.5)                  | 22.1 (−5.5)                  | 33.3 (0.7)                   | 42.0 (5.6)                   | 52.1 (11.2)                  | 55.9 (13.3)                  | 54.7 (12.6)                  | 47.3 (8.5)                   | 37.5 (3.1)                   | 29.8 (−1.2)                  | 20.7 (−6.3)                  | 35.5 (1.9)                   |
| أدنى درجة حرارة °ف (°م)             | −31 (−35)                    | −31 (−35)                    | −23 (−31)                    | −1 (−18)                     | 19 (−7)                      | 27 (−3)                      | 36 (2)                       | 28 (−2)                      | 24 (−4)                      | 13 (−11)                     | −6 (−21)                     | −21 (−29)                    | −31 (−35)                    |
| الهطول إنش (مم)                     | 2.94 (75)                    | 2.48 (63)                    | 2.96 (75)                    | 3.59 (91)                    | 4.16 (106)                   | 4.59 (117)                   | 4.82 (122)                   | 3.84 (98)                    | 4.29 (109)                   | 3.70 (94)                    | 4.26 (108)                   | 3.59 (91)                    | 45.22 (1٬149)                |
| متوسط تساقط الثلوج إنش (سم)         | 31.2 (79)                    | 16.7 (42)                    | 15.0 (38)                    | 2.8 (7.1)                    | 0 (0)                        | 0 (0)                        | 0 (0)                        | 0 (0)                        | 0 (0)                        | 0.4 (1.0)                    | 8.2 (21)                     | 23.2 (59)                    | 97.5 (248)                   |
| متوسط أيام هطول الأمطار (≥ 0.01 in) | 18.5                         | 13.6                         | 13.5                         | 12.9                         | 11.9                         | 12.0                         | 11.3                         | 11.2                         | 10.6                         | 12.3                         | 13.5                         | 16.8                         | 158.1                        |
| متوسط الأيام المثلجة (≥ 0.1 in)     | 12.8                         | 9.0                          | 6.0                          | 1.3                          | 0                            | 0                            | 0                            | 0                            | 0                            | 0.3                          | 3.0                          | 10.1                         | 42.5                         |
| المصدر: NOAA                        |                              |                              |                              |                              |                              |                              |                              |                              |                              |                              |                              |                              |                              |

## توأمة
لجيمستاون (نيويورك) اتفاقيات توأمة مع كل من:
- جاكوفا
- جاكوبستاد
- كانتو

## أعلام
- دوايت لوري
- ويليس وايتني
- ناتالي ميرشانت
- لوسيل بال
- تشارلز جاستن بيلي
- روبن فنتون
- جاك هاربر
- جون أونيل
- نيك كارتر
- روجر غودل